# Titularbistum Corniculana
Corniculana ist ein Titularbistum der römisch-katholischen Kirche.
Es geht zurück auf einen untergegangenen Bischofssitz in der gleichnamigen antiken Stadt, die in der römischen Provinz Mauretania Caesariensis im heutigen nördlichen Algerien lag.
| Titularbischöfe von Corniculana |                              |                                                  |               |                |
| Nr.                             | Name                         | Amt                                              | von           | bis            |
| 1                               | Bala Shoury Thumma           | Koadjutorbischof von Nellore (Indien)            | 22. Juni 1967 | 16. März 1970  |
| 2                               | Tarcisius Resto Phanrang SDB | Weihbischof in Gauhati-Shillong (Indien)         | 11. Juni 1990 | 2. August 1995 |
| 3                               | Hyginus Kim Hee-jong         | Weihbischof in Gwangju (Südkorea)                | 9. Juli 2003  | 10. Juli 2009  |
| 4                               | Jean de Dieu Raoelison       | Weihbischof in Antananarivo (Madagaskar)         | 25. März 2010 | 11. April 2015 |
| 5                               | Óscar Augusto Múnera Ochoa   | Apostolischer Vikar von Tierradentro (Kolumbien) | 5. Juni 2015  |                |